# Мейсхау
Мейсхау (англ. Maeshowe, Maes Howe) — погребальный каирн и гробница коридорного типа эпохи неолита на Мейнленде, самом большом острове в архипелаге Оркнейских островов, Шотландия. Расположена недалеко от южного берега озера Лох-оф-Харрей. Памятник включён в список Всемирного наследия ЮНЕСКО как один из четырёх в объекте Памятники неолита на Оркнейских островах.
Чуть западнее находятся Круг Бродгара, Мегалиты Стеннеса и Барнхауз, а поселение Скара-Брей — в 10 километрах к северо-западу.
По своей конструкции каирн Мейсхау не имеет аналогов ни в Шотландии, ни где-либо ещё.
Мейсхау — одна из крупнейших гробниц на Оркнейских островах. Поросший травой курган скрывает комплекс коридоров и камер, сооружённых из тщательно обработанных плит слюдянистого песчаника массой до 30 тонн. Расположен таким образом, что задняя стена центральной камеры, грубый куб, опирающийся на стену с кронштейнами, освещается во время зимнего солнцестояния. (Подобная же картина наблюдается в коридорной гробнице Ньюгрейндж в Ирландии.)

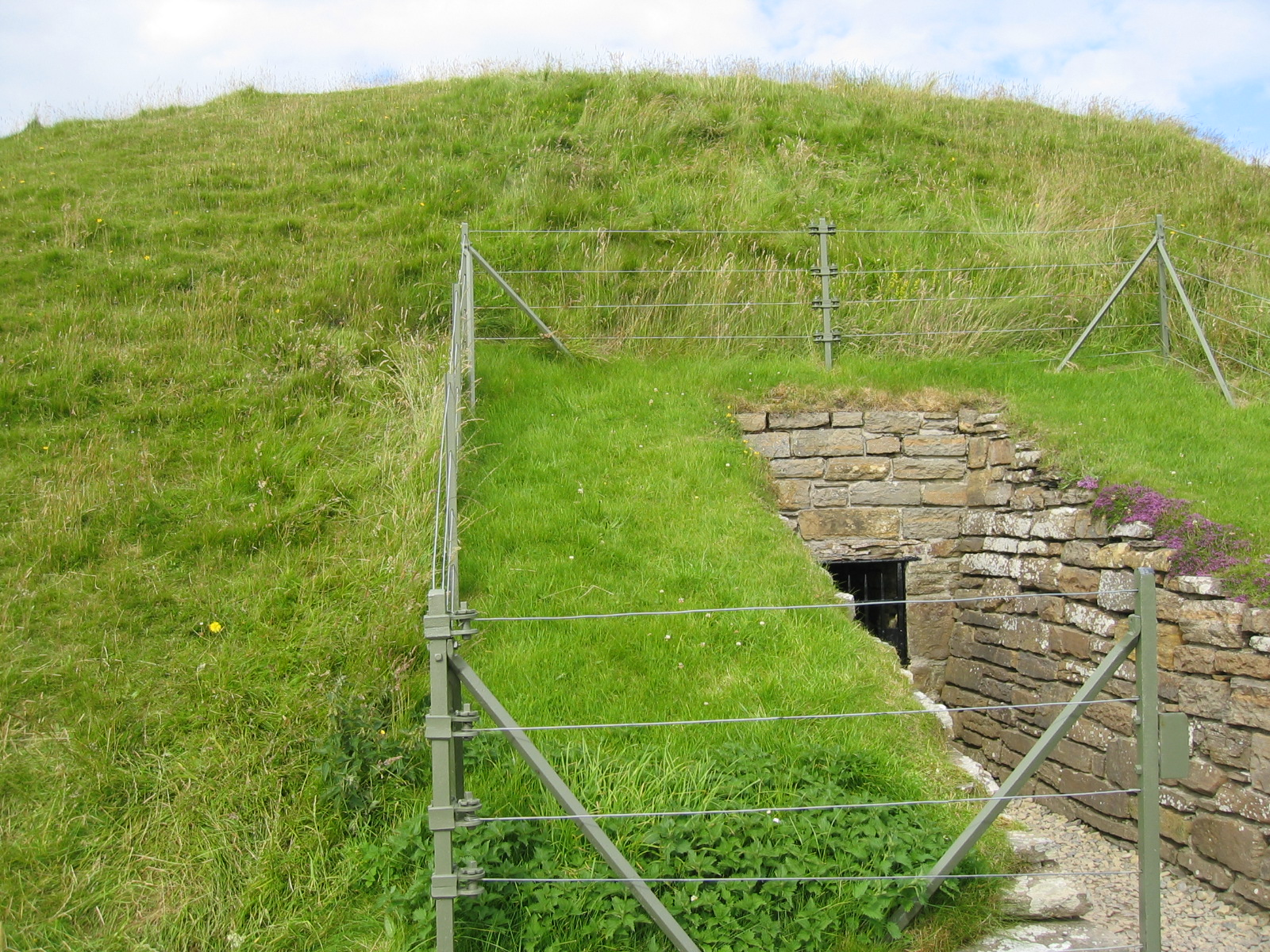
Вход в гробницу Мейсхау

Гробницу построили люди, относящиеся к одной из культур желобковой керамики. Мейсхау напоминает ряд других важных древних памятников, относящихся к тому же периоду. По мнению ряда археологов, первоначально он был окружён большим кругом из камней.
Как сообщает Сага об оркнейцах, примерно в XII веке н. э. Мейсхау разграбили викинги под предводительством ярлов Харальд Маддадссон и Регнвальд Эйстейнссон. Они также оставили несколько рунических надписей на каменных стенах погребальной камеры, которая некоторое время служила им жилищем. Всего сохранилось около 30 рунических надписей — это крупнейшее их собрание в мире.
Крышу с карнизами уничтожили в 1861 г. чрезмерно активные археологи, из-за которых, помимо того, погиб весь материал, найденный в гробнице (включая возможные артефакты). С другой стороны, они почти не повредили основную конструкцию гробницы, и до настоящего времени памятник является уникальным примером сооружения каменного века, не имеющим аналогов на Британских островах.

## Видеоматериалы
Видеоролик с компьютерной реконструкцией Мейсхау.